# Governo Jevtić I
Il Governo Jevtić I guidato da Bogoljub Jevtić resse il Regno di Jugoslavia dal 20 dicembre 1934 al 24 giugno 1935.

## Composizione
| Carica                                                               | Titolare | Titolare          | Titolare                           | Note |
| -------------------------------------------------------------------- | -------- | ----------------- | ---------------------------------- | ---- |
| Presidente del Consiglio dei Ministri e Ministro degli Affari Esteri |          |                   | Bogoljub Jevtić                    |      |
| Ministro dell'Esercito e della Marina                                |          |                   | Petar Živković                     |      |
| Ministro dell'Interno                                                |          |                   | Velimir Popović                    |      |
| Ministro della giustizia                                             |          |                   | Dragutin Kojić                     |      |
| Ministro dell'istruzione                                             |          |                   | Stevan Ćirić (fino al 19/06/1935)  |      |
| Ministro dell'istruzione                                             |          | Drago Marušič     |                                    |      |
| Ministro delle finanze                                               |          |                   | Milan Stojadinović                 |      |
| Ministro delle Infrastrutture                                        |          |                   | Marko Kožulj                       |      |
| Ministro del Commercio e dell'Industria                              |          |                   | Milan Vrbanić                      |      |
| Ministro dell'agricoltura                                            |          |                   | Dragutin Janković                  |      |
| Ministro delle foreste e delle miniere                               |          |                   | Svetislav Popović                  |      |
| Ministro dei Trasporti                                               |          |                   | Dimitrije Vujić                    |      |
| Ministro delle politiche sociali e della sanità pubblica             |          |                   | Drago Marušič (fino al 19/06/1935) |      |
| Ministro delle politiche sociali e della sanità pubblica             |          | Avdo Hasanbegović |                                    |      |
| Ministro dell'educazione fisica                                      |          |                   | Ljudevit Auer                      |      |
| Ministro senza portafoglio                                           |          |                   | Avdo Hasanbegović                  |      |